# خطة تطوير وسط الصين
خطة تطوير وسط الصين (بالصينية: 中部崛起计划) هي السياسة المعتمدة من قبل جمهورية الصين الشعبية لتسريع تطوير المناطق الوسطى. أعلنها رئيس مجلس الدولة ون جيا باو في 5 آذار / مارس 2004. وهي تغطي ست محافظات: شانشي وخنان وآنهوي وخوبي وخونان وجيانغشي.

## وصلات خارجية
- China Internet Information Center: China to Boost Rise of Central Region